# 941
Năm 941 là một năm trong lịch Julius.

## Sinh
- 10 tháng 8 - Lê Hoàn, tức Lê Đại Hành, vua thứ nhất của nhà Tiền Lê. (m.1005)